# 마애삼존불상
마애삼존불상은 다음 문화재를 가리킨다.
- 서산 용현리 마애여래삼존상 (국보 제84호)
- 태안 동문리 마애삼존불입상 (국보 제307호)
- 영주 가흥동 마애여래삼존상 및 여래좌상 (보물 제221호)
- 경주 서악동 마애여래삼존입상 (보물 제62호)
- 경주 율동 마애여래삼존입상 (보물 제122호)
- 함안 방어산 마애약사여래삼존입상 (보물 제159호)
- 거창 가섭암지 마애여래삼존입상 (보물 제530호)
- 경주 낭산 마애보살삼존좌상 (보물 제665호)
- 영주 신암리 마애여래삼존상 (보물 제680호)
- 양산원효암마애아미타삼존불입상 (경상남도 유형문화재 제431호)
- 경주동천동마애삼존불좌상 (경상북도 유형문화재 제119호)
- 흑석사마애삼존불상 (경상북도 문화재자료 제355호)
- 연산송정리마애삼존불 (충청남도 문화재자료 제328호)

## 같이 보기
- 제목에 "마애삼존불상" 항목을 포함한 모든 문서
- 마애불상군

| Disambiguation icon | 이 문서는 명칭이 같고 같은 종류에 속하는 여러 대상을 연결하는 색인 문서입니다. |